# Distrito Escolar Unificado de Alhambra

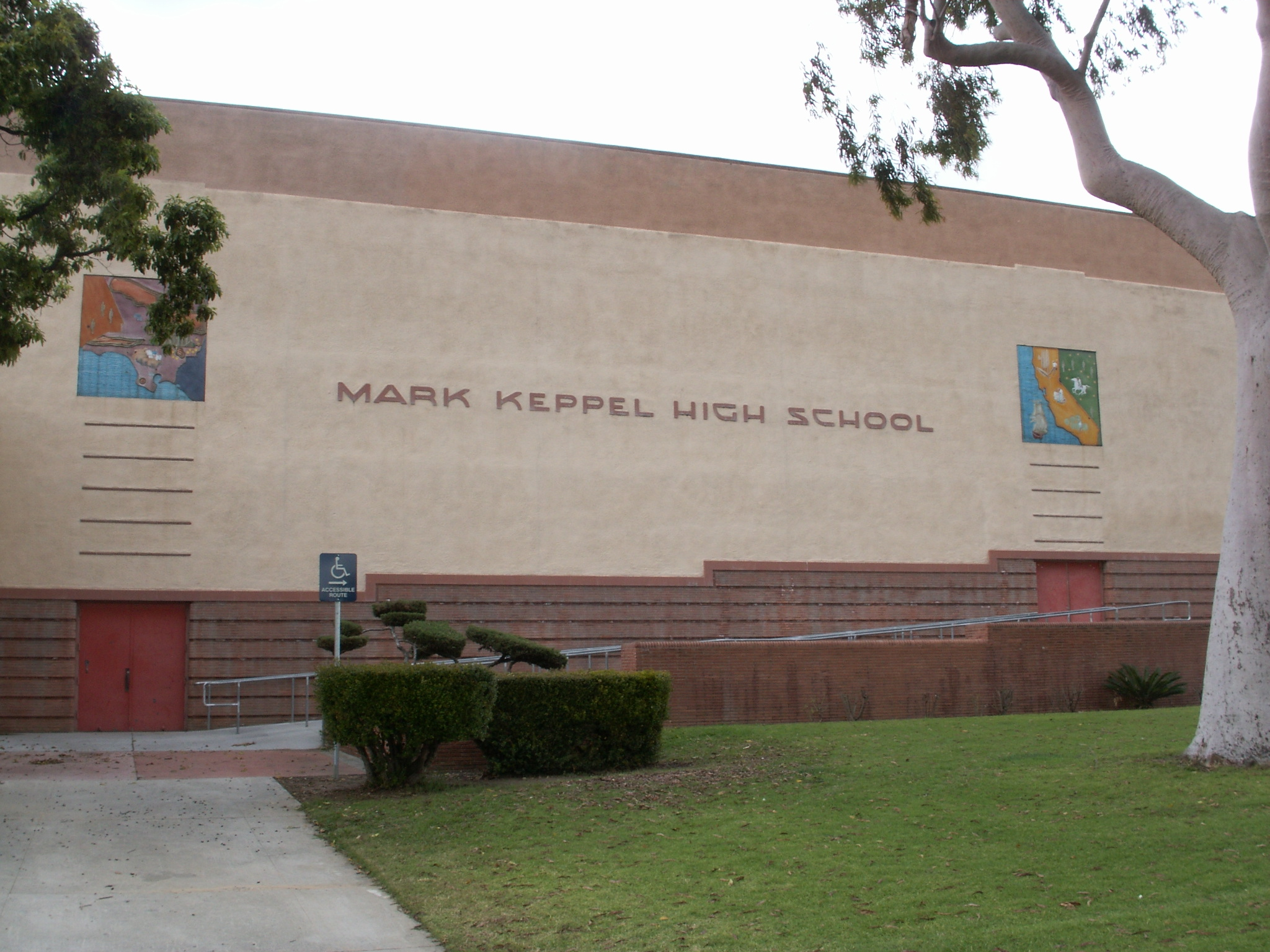
Mark Keppel High School

El Distrito Escolar Unificado de Alhambra (Alhambra Unified School District) es un distrito escolar de California. Tiene su sede en Alhambra. Gestiona escuelas en Alhambra, Monterey Park, y San Gabriel. El distrito fue fundado en el año 1886 y se unificó en el año 2004.
Los miembros de la Junta Escolar son electos según el districo geográfico para un término de cuatro años. Las elecciones son realizadas en un Martes después del primer Lunes en el mes de noviembre junto a las elecciones para el Consejo Municipal de la Ciudad de Alhambra y las elecciones generales para puestos del Supervisor del Condado de Los Ángeles, la legislatura estatal de California y la Cámara de Representantes y el Senado de Estados Unidos en años parejos. 

## Escuelas
Escuelas preparatorias:
- Alhambra High School
- Century High School
- Independence High School
- Mark Keppel High School
- San Gabriel High School